# جو بارت
جو بارت (انگلیسی: Joe Barratt; ۲۱ فوریهٔ ۱۸۹۵ – آوریل ۱۹۶۸ (aged 73)) بازیکن فوتبال اهل بریتانیا بود.
از باشگاه‌هایی که در آن بازی کرده‌است می‌توان به باشگاه فوتبال ساوت‌همپتون، باشگاه فوتبال بریستول راورز، باشگاه فوتبال لینکولن سیتی، باشگاه فوتبال نانیتون تاون، و باشگاه فوتبال بیرمنگام سیتی اشاره کرد.